# Eugnathia cithara
Eugnathia cithara là một loài bướm đêm trong họ Erebidae.